# Mayra Matos
Mayra Matos Pérez (sinh ngày 28 tháng 8 năm 1988 tại San Juan, Puerto Rico) là một nữ diễn viên, nhà văn, người mẫu thời trang và là chủ nhân cuộc thi sắc đẹp người Puerto Rico, người giữ danh hiệu Miss Teen International 2006 và Miss Puerto Rico Universe 2009.

## Hoa hậu Hoàn vũ Puerto Rico 2009
Matos đại diện cho khu vực Cabo Rojo tại cuộc thi Hoa hậu Hoàn vũ Puerto Rico 2009, nơi cô được trao vương miện Hoa hậu Hoàn vũ Puerto Rico bởi đương kim hoa hậu Ingrid Rivera với sự hỗ trợ của Hoa hậu Hoa Kỳ 2008 Crystle Stewart và Hoa hậu Cộng hòa Dominican 2008 Marianne Cruz. Cô cũng giành được giải thưởng cho "Gương mặt đẹp nhất".

## Hoa hậu Hoàn vũ

### Vòng sơ khảo
Matos mặc một bộ trang phục được mô phỏng theo dụng cụ đấm bốc trong cuộc thi trang phục dân tộc; tác phẩm bao gồm áo choàng trùm đầu, găng tay và đai vô địch mang Huy hiệu của Puerto Rico. Bộ trang phục được biết đến với truyền thống quyền anh của hòn đảo, nơi đã sản sinh ra nhiều nhà vô địch thế giới hơn bất kỳ địa điểm nào khác trên thế giới.

### Chương trình cuối cùng
Matos đại diện cho Puerto Rico tại Hoa hậu Hoàn vũ 2009 vào ngày 23 tháng 8 năm 2009 tại Nassau, Bahamas. Cô là người đầu tiên trong số các thí sinh được gọi, phá vỡ một chuỗi hai năm không được xếp hạng của Puerto Rico. Sau đó, cô đã lọt vào Top 10 và là một trong 5 người vào chung kết, cùng với Ada de la Cruz của Cộng hòa Dominican, Rachel Finch của Úc, Stefanía Fernández của Venezuela và Marigona Dragusha của Kosovo. Cuối cùng, cô dừng chân ở vị trí Á hậu 4. Người chiến thắng cuối cùng là Stefanía Fernandez của Venezuela  Đây là vị trí Top 5 gần đây nhất của Puerto Rico cho đến năm 2018 khi Kiara Ortega cũng kết thúc trong Top 5.

### Tranh cãi
Sau khi Mayra dự thi Hoa hậu Hoàn vũ 2009, có tin đồn rằng kết quả thực sự đã được công bố theo thứ tự ngược lại, có nghĩa là Matos là Hoa hậu Hoàn vũ thực sự. Trong một vài cuộc phỏng vấn, Matos tuyên bố nếu những tin đồn là thật, cô sẽ không chấp nhận vương miện và sẽ để Stefanía Fernández nắm giữ danh hiệu của mình.

## Cuộc sống chuyên nghiệp
Matos tiếp tục hoạt động trong ngành thời trang sau khi phát động chiến dịch "Bí mật" của mình.
Năm 2013, Matos xuất hiện trong bộ phim hài 200 Cartas, một bộ phim về một họa sĩ truyện tranh đi đến Puerto Rico để tìm một người phụ nữ anh gặp tại một quán bar ở thành phố New York. Matos xuất hiện trong vai Maria Sanchez, người yêu của nhân vật Raul do Lin-Manuel Miranda thủ vai. Phim còn có sự tham gia của nam diễn viên người Mexico Jaime Camil, diễn viên người Puerto Rico và diễn viên hài Luis Raúl, và Hoa hậu Hoàn vũ 1993 Dayanara Torres.